# Geschichten einer Gasse
In den Geschichten einer Gasse (2 Bände, 1865) – gemeint ist die Judengasse – erzählt Leopold Kompert unterschiedliche Ereignisse, die Menschen in einer jüdischen Landgemeinde im Böhmen des 19. Jahrhunderts durchlebt haben.
Die Novellen, die z. T. lose miteinander verwoben sind, handeln auch von Integration und sogar Assimilation und tragen die Titel:
- Die Jahrzeit
- Die Seelenfängerin
- Gottes Annehmerin
- Die Augen der Mutter
- Christian und Lea
- Die beiden Schwerter
- Der Karfunkel